# Symtomatiska psykiska störningar
Symtomatiska psykiska störningar kallas med språkbruket i ICD-10 sådana psykiska störningar som i själva verket endast är symtom på ett annat, icke-psykiskt tillstånd, och kan avse:
- Organiska psykiska störningar, när den psykiska störningen är ett symtom på en kroppslig sjukdom.
- Drogutlösta psykiska störningar, när den psykiska störningen uppkommit till följd av droger.